# Chhota Udaipur
Chhota Udaipur é uma cidade e um município no distrito de Vadodara, no estado indiano de Gujarat.

## Demografia
Segundo o censo de 2001, Chhota Udaipur tinha uma população de 22 987 habitantes. Os indivíduos do sexo masculino constituem 51% da população e os do sexo feminino 49%. Chhota Udaipur tem uma taxa de literacia de 69%, superior à média nacional de 59,5%; a literacia no sexo masculino é de 76% e no sexo feminino é de 62%. 11% da população está abaixo dos 6 anos de idade.